# Geng
Geng ou keng (庚, gēng) est la septième tige céleste du cycle sexagésimal chinois.
Dans la théorie du yin et yang, elle correspond au yáng, et dans la théorie des cinq éléments, à l’élément métal. Elle est également associée au point cardinal ouest. Dans la théorie du cycle sexagésimal représentant la croissance des plantes, le geng représente l'idée de fruits, de croissance et de changement de forme (庚, gēng, a le même son que 更, gēng, « changer »).
En chinois et en japonais, geng réfère souvent au septième élément d'une série : la lettre G, l'idée de 7e catégorie... En chimie organique, il représente le groupe heptyle : heptane (庚烷 gēngwán), acide heptanoïque (庚酸 gēngsuān), heptanol (庚醇 gēngchún), etc.
Les années en geng sont celles du calendrier grégorien finissant par 0 : 1980, 1990, 2000, 2010, etc.
Dans le cycle sexagésimal chinois, la tige céleste geng peut s'associer avec les branches terrestres wu, chen, yin, zi, xu et shen pour former les combinaisons :
- Gengwu (庚午) = 7
- Gengchen (庚辰) = 17
- Gengyin (庚寅) = 27
- Gengzi (庚子) = 37
- Gengxu (庚戌) = 47
- Gengshen (庚申) = 57